# Campionato italiano di calcio a 5 1984-1985
Il secondo campionato italiano di calcio a 5 si è svolto tra il 1984 e il 1985 a carattere interregionale. La poule scudetto si è disputata negli impianti del complesso sportivo di Serravalle (Repubblica di San Marino) dal 16 luglio al 20 luglio 1985. La composizione dei gironi è stata determinata tramite sorteggio. Le qualificazioni si sono svolte con gare di sola andata, al termine delle quali superarono il turno le prime due classificate dei gironi. Nelle semifinali, la prima del girone A affrontò la seconda del girone B e viceversa.
In caso di parità, nelle semifinali si sarebbe fatto ricorso direttamente ai calci di rigore mentre nelle finali questi sarebbero stati preceduti da due tempi supplementari di dieci minuti ciascuno.

## Girone A
|  | Squadra                 | P.ti | V | P | S | GF | GS | DR  |
|  | ----------------------- | ---- | - | - | - | -- | -- | --- |
|  | Roma Barilla            | 6    | 3 | 0 | 0 | 20 | 4  | +16 |
|  | Ciesse Ciampino         | 2    | 1 | 0 | 2 | 9  | 10 | -1  |
|  | Brindisi Dischi Potenza | 2    | 1 | 0 | 2 | 9  | 12 | -3  |
|  | Padana Impianti Modena  | 2    | 1 | 0 | 2 | 6  | 18 | -12 |
|  |                         |      |   |   |   |    |    |     |

| Squadra 1               | Risultato   | Squadra 2               |
| 1ª giornata             | 1ª giornata | 1ª giornata             |
| ----------------------- | ----------- | ----------------------- |
| Roma Barilla            | 5 - 2       | Brindisi Dischi Potenza |
| Ciesse Ciampino         | 4 - 2       | Padana Impianti Modena  |
| 2ª giornata             |             |                         |
| Roma Barilla            | 11 - 0      | Padana Impianti Modena  |
| Brindisi Dischi Potenza | 4 - 3       | Ciesse Ciampino         |
| 3ª giornata             |             |                         |
| Roma Barilla            | 4 - 2       | Ciesse Ciampino         |
| Padana Impianti Modena  | 4 - 3       | Brindisi Dischi Potenza |

## Girone B
| Pos. | Squadra         | Pt |
| ---- | --------------- | -- |
| 1.   | Tre G 78 Marino | 6  |
| 2.   | Helios Ostia    | 3  |
| 3.   | Cosir Palermo   | 2  |
| 4.   | A.S. Milano     | 1  |

- Helios Ostia - A.S. Milano 6-6
- Tre G 78 Marino - Cosir Palermo 3-1
- Cosir Palermo - A.S. Milano 6-3
- Tre G 78 Marino - Helios Ostia 3-2
- Tre G 78 Marino - A.S. Milano 5-3
- Helios Ostia - Cosir Palermo 6-2

## Semifinali
- Roma Barilla - Helios Ostia 1-0
- Tre G 78 Marino - Ciesse Ciampino 3-1

## Finali

### 3º-4º posto
Helios Ostia - Ciesse Ciampino 11-10  (DCR)

### 1º-2º posto
Roma Barilla - Tre G 78 Marino 4-1